# آنتوان بارون
آنتوان بارون (انگلیسی: Antoine Baroan؛ زادهٔ ۲۴ ژوئن ۲۰۰۰) بازیکن فوتبال است.
او همچنین در تیم ملی فوتبال زیر ۱۷ سال فرانسه بازی کرده‌است.